# 中華民國大總統
中華民國大總統，簡稱大總統，是北洋政府時期的國家元首，也是行憲後中華民國總統的前身。

## 《臨時約法》
根據1912年孫文制定的《中華民國臨時約法》，規定中華民國大總統任期五年，防止獨裁者掌控政權，且聯同國會管治國家，而且可在特殊情況下行使緊急權力。

## 袁世凱時期
民國三年（1914年）5月1日由大總統袁世凱頒佈《民三約法》，取代南京臨時政府制定的約法。此約法在民國五年袁世凱成立中華帝國時廢除，之後未再恢復。
《中華民國約法》共10章68條，變內閣制爲總統制：外交大權歸諸總統，宣戰媾和締約不必經由參政院。
1. 不實行兩院制，議院成立選舉方法未有説明。
2. 不實行國務委員由兩院選出，僅總統任命。
3. 總統制定官制，任用國務員及外交大使，不必經由參政院。
4. 總統宣佈戒嚴，不必經由參政院。
5. 採用總統制，取代臨時約法之內閣制。
6. 正式憲法應由國會以外國的約法會議制定，總統公佈。
7. 總統任期及選出方法沒有限制。

參政院後又公佈《大總統選舉法》，對總統的產生和任期沒有明確規定。大總統選舉之前，參政院參政（總統任命）如果認為政治上有必要，則決議大總統連任。總統繼任人由前總統推薦於總統選舉會。
12月29日，又公佈《修正大總統選舉法》，規定總統任期十年，可以連選連任。由此，袁世凱在理論上可以無限連任，成為「帝王總統」。

## 軍閥時期
北洋政府時期政治不穩定，北洋軍閥之爭癱瘓國會，讓大總統掌握相當大權力，能夠通過緊急命令來替代法律，甚至自行任命政府閣員。1924年11月24日由臨時執政取代大總統一職，後在1926年恢復，但以國務院攝行的方式，並無重新選舉，在1927年再次被陸海軍大元帥取代，1928年東北易幟後被國民政府主席取代。

## 大總統列表
| 任次                                                                                          | 姓名   | 圖片 | 政黨或派系 | 就職時間       | 卸任時間                           | 選舉 |
| --------------------------------------------------------------------------------------------- | ------ | ---- | ---------- | -------------- | ---------------------------------- | ---- |
| 1                                                                                             | 袁世凱 |      | 無黨籍     | 1913年10月10日 | 1916年6月6日                       | 1913 |
| 繼任                                                                                          | 黎元洪 |      | 进步党     | 1916年6月7日   | 1917年7月14日                      |      |
| 代理                                                                                          | 馮國璋 |      | 直系军阀   | 1917年7月6日   | 1918年10月10日                     |      |
| 2                                                                                             | 徐世昌 |      | 無黨籍     | 1918年10月10日 | 1922年6月2日                       | 1918 |
| 中斷，1922年6月2日至1922年6月11日由國務院周自齊攝行国家元首职权。                             |        |      |            |                |                                    |      |
| 復任                                                                                          | 黎元洪 |      | 研究系     | 1922年6月11日  | 1923年6月13日                      |      |
| 中斷，1923年6月14日至1923年10月10日由國務院高凌霨攝行国家元首职权。                           |        |      |            |                |                                    |      |
| 3                                                                                             | 曹錕   |      | 直系军阀   | 1923年10月10日 | 1924年11月2日 （1926年5月1日辞职） | 1923 |
| 中斷，1924年11月2日至1924年11月24日由國務院黄郛攝行国家元首职权。                             |        |      |            |                |                                    |      |
| 中斷，1924年11月24日至1926年5月13日由段祺瑞擔任中華民國臨時執政。                             |        |      |            |                |                                    |      |
| 中斷，1926年5月13日至1927年6月18日由國務院（顏惠慶、杜錫珪、顾维钧、胡惟德 ）攝行大总统职务。 |        |      |            |                |                                    |      |
| 1927年6月18日至1928年6月3日由張作霖擔任中華民國陸海軍大元帥。                                 |        |      |            |                |                                    |      |

## 選舉制度
憲法規定大總統直接由5年一次的國會選出，並可以連任一次。第一任大總統袁世凱在1913年由國會間接選出。第二次選舉是1918年由徐世昌當選，第三次則為1923年由曹錕當選，也是最後一任。
大總統不能同時成為國會成員。憲法要求總統以以下誓言宣誓：
「余誓以至誠，遵守憲法，執行大總統之職務。謹誓。」

## 歷史定位
臺海兩岸主流意見、中華民國和中華人民共和國教科書均強調，1912年孫文在南京成立中華民國臨時政府，並擔任臨時大總統，視其為首位中國總統。隨後袁世凱在孫文任職數月之後接任中華民國臨時大總統，隔年袁世凱就任中華民國第一任大總統。1916年，袁世凯称帝，取消大总统职位。1916年6月6日，袁世凯逝世後，恢复中華民國大總統职位，但被北洋軍閥控制，成為虛位元首；期间孫文在廣州建立广州军政府，曾自任「非常大總統」，试图取代北洋政府。中国国民党進行國民革命軍北伐且胜利，在南京建立國民政府，中華民國大總統一職由國民政府主席取代。
袁世凱成為首位正任的大總統，是1913年由國民黨主導的國會選出。袁世凱于1916年猝逝後，北洋軍閥成為北京政府的實際领导者，大總統及國務總理均沒有多大實權，重要决策由各大軍閥协商。1924年曹錕辭職後，大總統一職交由國務院首長國務總理攝行，之後由段祺瑞任臨時執政行大總統職權，段下野後，從顏惠慶復職後的幾任內閣再度攝行大總統職權，直到張作霖成立軍政府任陸海軍大元帥，大總統这一名稱正式走入歷史。

### 引用
1. ↑  中華民國史事日誌：1922年6月11日，黎元洪由津入京（王家襄、吳景濂同行）暫行大總統職權，即任顏惠慶署國務總理。
2. ↑  中華民國史事日誌：1926年6月22日，顏惠慶內閣開第一次會議（因以前閣員多未就職），奉系閣員未到，決定以田應璜署內務總長，任可澄署教育總長，顏惠慶即辭職，以海軍總長杜鍚珪兼代國務總理。
1926年6月23日，顏惠慶內閣通電辭職。
3. ↑  中華民國史事日誌：1926年10月1日，北京內閣改組，顧維鈞繼杜錫珪代理國務總理並兼外交總長。
4. ↑  資料來源：國史館. . 中華民國行政院. 2021-04-09  [2023-08-28]. （原始内容存档于2022-12-26） （中文（臺灣））. 1911年10月10日，革命軍在武昌起義，各省紛紛響應，12月在南京組織中華民國臨時政府，選舉孫中山為臨時大總統。翌年（1912）1月1日，孫中山宣誓就任，同時發布《中華民國臨時大總統宣言書》和《告全國同胞書》，主張「掃盡專制之流毒，確定共和」。